# Strawberry Prince
Strawberry Prince (すとろべりーぷりんす Sutoroberī Purinsu?), También conocido como Sutopuri (en japonés: すとぷり) es un grupo musical Japonés. Distribución de video y música, Transmisión en vivo en la web, Grupo de entretenimiento que está activo en vivo y varios campos.

## Miembros
| Nombre   | Color     | Fecha de nacimiento   | Tipo de sangre |
| -------- | --------- | --------------------- | -------------- |
| Colon    | ■Azul     | 29 de mayo de 1996    | B              |
| Satomi   | ■Rosa     | 24 de febrero de 1993 | AB             |
| Nanamori | ■Púrpura  | 23 de junio de 1995   | A              |
| Root     | ■Amarillo | 25 de octubre de 1998 | O              |
| Jel      | ■Naranja  | 28 de julio de 1996   | A              |
| Rinu     | ■Rojo     | 24 de mayo de 1998    | B              |

## Discografía

### Distribución limitada
| N.º | Título                                 | Duración |  |
| 1.  | «Ichigo-iro Natsu Hanabi» (苺色夏花火) |          |  |

| N.º | Título                                                      | Duración |  |
| 1.  | «Strawberry Halloween Night» (すとろべりーはろうぃんないと) |          |  |

### Album
| N.º | Título                                               | Duración |  |
| 1.  | «GO GO CRAZY»                                        | 3:29     |  |
| 2.  | «Move on!»                                           | 3:49     |  |
| 3.  | «Bokura dake no Shangri-La» (僕らだけのシャングリラ) | 4:02     |  |
| 4.  | «Anniversary» (アニバーサリー)                       | 3:55     |  |
| 5.  | «King of Judoutai» (キングオブ受動態)                | 3:26     |  |
| 6.  | «Michishirube» (道標)                                | 3:55     |  |
| 7.  | «Suki ni natte ii yo ne?» (好きになっていいよね?)    | 3:37     |  |
| 8.  | «Yosakoi Disco Party» (よさこいディスコParty)        | 3:38     |  |
| 9.  | «Don't Give Up!!»                                    | 3:06     |  |
| 10. | «BREAK OUT»                                          | 3:34     |  |
| 11. | «Day By Day»                                         | 3:41     |  |
| 12. | «No Perfect»                                         | 4:19     |  |
| 13. | «Asa no Yuuhi» (朝の夕陽)                            | 6:00     |  |
| 14. | «Okaeri Love!» (おかえりらぶっ!)                     | 3:43     |  |

| N.º | Título                                              | Duración |  |
| 1.  | «Strawberry☆Planet!» (ストロベリー☆プラネット！)    | 3:46     |  |
| 2.  | «Gingira Ginga» (ギンギラ銀河)                      | 3:19     |  |
| 3.  | «Amore Mio» (アモーレ・ミオ)                        | 4:42     |  |
| 4.  | «Next Stage‼︎»                                       | 4:49     |  |
| 5.  | «Now and Forever»                                   | 4:00     |  |
| 6.  | «Party Light»                                       | 3:57     |  |
| 7.  | «Shinobi Koi» (忍恋)                                | 4:14     |  |
| 8.  | «Youkai Watch» (溶解ウォッチ)                       | 3:06     |  |
| 9.  | «Yuujuu Fudan Boy» (遊獣浮男ボーイ)                 | 3:46     |  |
| 10. | «Nounai Pierrot» (脳内ピエロ)                       | 4:29     |  |
| 11. | «Sakasete Koi no 1-2-3!» (咲かせて恋の1・2・3!)     | 4:21     |  |
| 12. | «Hikari Yume» (ヒカリユメ)                          | 5:46     |  |
| 13. | «LOOK UP»                                           | 5:29     |  |
| 14. | «Tarareba» (タラレバ)                               | 3:44     |  |
| 15. | «Suki de ite kurete ii yo» (好きでいてくれていいよ) | 3:45     |  |
| 16. | «Kakumei Zenya» (革命前夜)                          | 4:32     |  |

### Mini album
|     | Lanzamiento                                                    | Título                                  | Estándar       | Estándar | Número de pieza estándar | Pista de música |
| --- | -------------------------------------------------------------- | --------------------------------------- | -------------- | -------- | ------------------------ | --- |
| 1st | 27 de marzo de 2019                                            | すとろべりーすたーと (Strawberry Start) | Edición normal | CD       | STPR-1000                | \| N.º \| Título \| Duración \| \| \| 1. \| «Palette Dance» (パレットダンス) \| 4:09 \| \| \| 2. \| «Endless Flight» \| 4:30 \| \| \| 3. \| «Hiria Dream Mousouchuu!» (非リアドリーム妄想中) \| 3:30 \| \| \| 4. \| «Dekoboko Game Party» (でこぼこげーむぱーてぃー) \| 3:56 \| \| \| 5. \| «Strawberry Go-Round» (すとろべりーごーらんどっ) \| 4:25 \| \| \| 6. \| «AquaKiss» \| 4:20 \| \| \| 7. \| «Hurry Hurry Love» (はりーはりーらぶ) \| 4:32 \| \| \| 8. \| «Daisuki ni nareba iin janai?» (大好きになればいいんじゃない?) \| 5:08 \| \| |
| N.º | Título                                                         | Duración                                |                |          |                          | |
| 1.  | «Palette Dance» (パレットダンス)                               | 4:09                                    |                |          |                          | |
| 2.  | «Endless Flight»                                               | 4:30                                    |                |          |                          | |
| 3.  | «Hiria Dream Mousouchuu!» (非リアドリーム妄想中)               | 3:30                                    |                |          |                          | |
| 4.  | «Dekoboko Game Party» (でこぼこげーむぱーてぃー)               | 3:56                                    |                |          |                          | |
| 5.  | «Strawberry Go-Round» (すとろべりーごーらんどっ)               | 4:25                                    |                |          |                          | |
| 6.  | «AquaKiss»                                                     | 4:20                                    |                |          |                          | |
| 7.  | «Hurry Hurry Love» (はりーはりーらぶ)                          | 4:32                                    |                |          |                          | |
| 8.  | «Daisuki ni nareba iin janai?» (大好きになればいいんじゃない?) | 5:08                                    |                |          |                          | |

### Otras canciones
| ＃ | Título                                | Letras                | Composición           | Arreglo     | Nota                                                            |
| -- | ------------------------------------- | --------------------- | --------------------- | ----------- | --------------------------------------------------------------- |
| 1  | StrawberryPrinceForever               | Golden Ginkakuji-sama | Golden Ginkakuji-sama | -           | De la era de los siete miembros, incluyendo exmiembro "Shiyun". |
| 2  | Parade wa Kokosa (パレードはここさ)   | TOKU, Nanamori        | Root, Matsu           | Matsu       | Mix：Root                                                       |
| 3  | Christmas no mahou (クリスマスの魔法) | TOKU, Nanamori        | Root, Matsu           | Matsu       | Mix：Root                                                       |
| 4  | Strawberry Nightmare                  | Nanamori, TOKU        | Root, Matsu           | Root, Matsu | Destacados Tooi de Jel's Anime serie.                           |

## Actuación
- Sutopuri Monday (1 Abril - 23 de septiembre de 2019, Nippon Broadcasting System[2])
- Sutopuri no Stop Listen! (1 de octubre de 2019 - Presente, Nippon Broadcasting System)[3]